# 群馬県道236号中之条停車場線
群馬県道236号中之条停車場線（ぐんまけんどう 236ごう なかのじょうていしゃじょうせん）は、群馬県吾妻郡中之条町を通る県道である。

## 概要
JR吾妻線の中之条駅前ロータリーと国道145号（国道353号）を結んでいる。

### 路線データ
- 起点：中之条停車場[1]
- 終点：群馬県吾妻郡中之条町大字伊勢町860番の1[1]（国道145号交点〈中之条駅前交差点〉）
- 実延長：0.132km[2]

## 歴史
- 1959年（昭和34年）9月18日：群馬県より現・道路法に基づき、県道中之条停車場線（中之条停車場 - 二級国道長野原沼田線交点〈吾妻郡中之条町〉、整理番号74）が路線認定される[3]。同時に、前身路線にあたる旧・県道中之条停車場線（吾妻郡中之条町 - 中之条停車場、整理番号38）が路線廃止される[4]。
- 2017年度（平成29年度）：交通安全対策として、歩道が整備された[5]。

## 路線状況
センターラインのある2車線の道路。

### 交通量
24時間交通量（台）　道路交通センサス
| 区間        | 平成22（2010）年度 | 平成27（2015）年度 |
| ----------- | ------------------ | ------------------ |
| 起点 - 終点 | 1,938              | 1,837              |

（出典：「平成27年度全国道路・街路交通情勢調査 一般交通量調査 箇所別基本表」（群馬県ホームページ）より一部データを抜粋して作成）

## 地理

### 通過する自治体
- 群馬県
  - 吾妻郡中之条町

### 交差する道路
- 国道145号、国道353号 - 中之条町伊勢町（終点）